# Nabój .356 TSW
.356 Team Smith & Wesson (TSW) – amerykański nabój pistoletowy, wersja naboju 9 × 21 mm IMI z łuską przedłużoną o 0,5 mm, elaborowana znacznie silniejszymi ładunkami. Nabój przeznaczony do broni sportowej.